# 汪以诚
汪以诚（?—?），浙江钱塘人，是一名清朝政治人物。
汪以诚曾于1893年接替吴观乐任南汇县知县一职，1894年由蔡汇沧接任。